# Rossosz (gemeente)
De gemeente Rossosz is een landgemeente in het Poolse woiwodschap Lublin, in powiat Bialski.
De zetel van de gemeente is in Rossosz.
Op 30 juni 2004 telde de gemeente 2442 inwoners.

## Oppervlakte gegevens
In 2002 bedroeg de totale oppervlakte van gemeente Rossosz 76,12 km², waarvan:
- agrarisch gebied: 66%
- bossen: 29%

De gemeente beslaat 2,76% van de totale oppervlakte van de powiat.

## Demografie
Stand op 30 juni 2004:
| Omschrijving                   | Totaal | Totaal | Vrouwen | Vrouwen | Mannen | Mannen |
| ------------------------------ | ------ | ------ | ------- | ------- | ------ | ------ |
| eenheid                        | aantal | %      | aantal  | %       | aantal | %      |
| inwoners                       | 2442   | 100    | 1202    | 49,2    | 1240   | 50,8   |
| bevolkingsdichtheid (inw./km²) | 32,1   | 32,1   | 15,8    | 15,8    | 16,3   | 16,3   |

In 2002 bedroeg het gemiddelde inkomen per inwoner 1430,83 zł.

## Administratieve plaatsen (sołectwo)
Bordziłówka, Kożanówka, Mokre (sołectwa: Mokre I en Mokre II), Musiejówka, Romaszki, Rossosz (sołectwa: Rossosz I en Rossosz II).

## Aangrenzende gemeenten
Komarówka Podlaska, Łomazy, Wisznice